# Spengler Cup 1983
Der Spengler Cup 1983 (französisch Coupe Spengler 1983) war die 57. Auflage des gleichnamigen Wettbewerbs und fand vom 26. bis 30. Dezember 1983 im Schweizer Luftkurort Davos statt. Als Spielstätte fungierte das dortige Eisstadion.
Es siegte erstmals der HK Dynamo Moskau, der alle seine vier Partien gewann, vor dem Titelverteidiger ASD Dukla Jihlava. Der Russe Michail Anferow war mit zehn Scorerpunkten, darunter vier Tore, erfolgreichster Akteur des Turniers.

## Modus
Die fünf teilnehmenden Teams spielten in einer Einfachrunde im Modus «jeder gegen jeden», so dass jede Mannschaft vier Spiele bestritt. Die punktbeste Mannschaft errang den Turniersieg.

## Turnierverlauf
| Dezember 1983 | HC Davos | 8:4 (2:2, 2:1, 4:1) | Schwenninger ERC | Eisstadion, Davos |

| Dezember 1983 | HK Dynamo Moskau | 8:3 (2:0, 1:0, 5:3) | Jokerit Helsinki | Eisstadion, Davos |

| Dezember 1983 | ASD Dukla Jihlava | 3:1 (0:1, 0:0, 3:0) | Schwenninger ERC | Eisstadion, Davos |

| Dezember 1983 | HC Davos | 3:8 (0:2, 0:3, 3:3) | HK Dynamo Moskau | Eisstadion, Davos |

| Dezember 1983 | Schwenninger ERC | 3:7 (1:2, 1:2, 1:3) | HK Dynamo Moskau | Eisstadion, Davos |

| Dezember 1983 | Jokerit Helsinki | 5:11 (1:4, 1:3, 3:4) | ASD Dukla Jihlava | Eisstadion, Davos |

| Dezember 1983 | ASD Dukla Jihlava | 6:3 (3:1, 2:2, 1:0) | HC Davos | Eisstadion, Davos |

| Dezember 1983 | Jokerit Helsinki | 5:5 (1:2, 2:2, 2:1) | Schwenninger ERC | Eisstadion, Davos |

| Dezember 1983 | HC Davos | 10:4 (4:2, 3:1, 3:1) | Jokerit Helsinki | Eisstadion, Davos |

| Dezember 1983 | HK Dynamo Moskau | 4:0 (1:0, 1:0, 2:0) | ASD Dukla Jihlava | Eisstadion, Davos |

| Pl. |                   | Sp | S | U | N | Tore  | Punkte |
| --- | ----------------- | -- | - | - | - | ----- | ------ |
| 1.  | HK Dynamo Moskau  | 4  | 4 | 0 | 0 | 27:09 | 8:0    |
| 2.  | ASD Dukla Jihlava | 4  | 3 | 0 | 1 | 20:13 | 6:2    |
| 3.  | HC Davos          | 4  | 2 | 0 | 2 | 24:22 | 4:4    |
| 4.  | Schwenninger ERC  | 4  | 0 | 1 | 3 | 13:23 | 1:7    |
| 5.  | Jokerit Helsinki  | 4  | 0 | 1 | 3 | 17:34 | 1:7    |

## All-Star-Team
| Angriff:      | Nikolai Warjanow – Mischat Fachrutdinow – Igor Liba |
| Verteidigung: | Waleri Wassiljew – Jean Gagnon                      |
| Tor:          | SERC Matthias Hoppe                                 |